# Albano Laziale
Albano Laziale település Olaszországban, Lazio régióban, Róma megyében. Lakosainak száma 39 718 fő (2023. január 1.). Albano Laziale Ardea, Aricia, Castel Gandolfo, Rocca di Papa és Róma községekkel határos. Gyakran egyszerűen Albano néven ismert, a megye legnagyobb és kereskedelmileg legfontosabb városa. Az Albano-tó partján fekszik, kis távolságra Castel Gandolfótól, a pápai nyári rezidenciájától. 
Az ötödik század óta püspökség, és 964-ben Róma kapitányának Virginio Savellinek adományozta I. Ottó német-római császár. Korábbi, Keresztelő Szent János tiszteletére épült temploma helyén 1721-ben egy bazilikás elrendezésű székesegyházat szentelt fel III. Leó pápa a Római Szent Pongrác patrocíniumával. Neves épületei például a 13. századi Palazzo Savelli és a Palazzo Lercaro, utóbbi a püspöki palota. 
Albano óvárosának erődítését a 18. század végén a Via Appia bővítése érdekében szinte teljesen lebontották. Vannak megőrzött szakaszai, így a Porta Pretoria és a Porta San Paolo.

## Népesség
A település népessége az elmúlt években az alábbi módon változott:
| Lakosok száma | 41 654 | 41 314 | 39 718 |
|               | 2017   | 2018   | 2023   |